# عايد كبير

قرية عايد كبير

عايد كبير قرية سوريا من محافظة الرقة تتبع إدارياً منطقة الثورة ناحية مركز الطبقة.ذات الموقع الاستراتيجي وتتميز بموقعها الجغرافي الفريد وتاريخها الغني، بالإضافة إلى أهميتها الزراعية والبيئية.

## الموقع
تقع جنوب نهر الفرات. تتميز بموقع استراتيجي  على مفرق الطريق الرئيسي الرقة حلب حماة (طريق سلمية)هذا الموقع يجعلها نقطة وصل حيوية بين المحافظات السورية.، وتبعد عند مدينة الثورة (الطبقة) بحدود6كم وتبعد عن حلب 150كم وعن الرقة 55كم يوجد بها مدارس ابتدائية وإعدادية، وملعب رياضي وارضيها شاسعة وخصبة للزراعة وخاصة البعلية الحنطة والشعير
.

## التاريخ وأصل التسمية
في معجم اللغة العربية عايد: اسم علم مذكر عربي، الهمزة فيه مخففه، أصله "عائد" وهو الراجع، زائر المريض.
إشارات تاريخية: ذُكرت في مصادر تاريخية مختلفة:كما جاء في كتاب مؤرخ حلب نهر الذهب في تاريخ حلب
الشيخ كامل الغزي 1870 م تقريباكإحدى  قرى قضاء الرقة وذكر منها حسب الترتيب: دبس فرج السلامة،غزالة،عائد(عايد)،وفي كتاب الفرات الأوسط رحلة وصفية ودراسات تاريخية مؤلف الكتاب: الوا موسيل أحد مستشرقي الإمبراطورية النمساوية المجرية زار المنطقة 1912 م وذكرها بأسم  حاوي العايد(عايد).

## التضاريس
تتميز أراضي عايد كبير بأنها سهلية وخصبة وشاسعة، مما يجعلها منطقة زراعية هامة. تُقدر مساحة أراضيها بحوالي 5000 هكتار تقريباً. تشتهر القرية بالزراعات البعلية بشكل خاص، مثل الحنطة والشعير، التي تعتمد على مياه الأمطار.ترتفع عن سطح البحر حوالي 362 متراً. تتميز أيضاً  بوجود بعض التلال الطبيعية  التي تضفي تنوعاً على تضاريسها السهلية، منها:
- المضبعة
- شعيب سالم
- شعيب عطور
- شعيب السم
- شعيب عفيدلي
- تل مبارك
- تل خضر

## المعالم والبنية التحتية
تولي القرية اهتماماً بالتعليم، حيث يوجد بها المدارس  للمرحلة الابتدائية والإعدادية، مما يوفر التعليم الأساسي لأبناء القرية.
- 7 مدارس ابتدائية.
- 2 مدرسة إعدادية.
- تتميز القرية بوجود العديد من حملة الشهادات الجامعية بين أبنائها.

تضم القرية أيضاً ملعبًا رياضيًا يخدم الأنشطة الشبابية والرياضية. 
المعالم القديمة: بعض المعالم الطبيعية والتاريخية القديمة تشمل:
1. قبر حمده
2. قبر الكلب
3. المدرهبة
4. النفيله(لكثرة نبات النفيلة بها)
5. الهبنه
6. الخريبة
7. جليب العيسى

التوسع الحديث وتسميات جديدة: مع التطور العمراني والاجتماعي، ظهرت تسميات جديدة لأجزاء من القرية، مثل:
1. عايد الفصيح
2. عايد السلوم
3. عايد المفرق
4. عايد الإذاعة
5. عايد المزرعة(خباص)
6. عايد العكش
7. عايدالشمالي
8. عايد الغربي

## محمية جزيرة عايد
تتبع المحمية للجنة العليا للتشجير  ،  تبلغ مساحتها (٥٩٠) هكتار وهي أهم المقاصد السياحية تعتبر من أهم المقاصد السياحية في محافظة الرقة، هذا إلى أهميتها البيئية والترفيهية.

## السكان
يقدر عدد سكانها 5000 نسمة

## وصلا ت خارجية
من بلدي عايد كبير
عايد كبير
- تجمعات محافظة الرقة السكانية